# Кукановка
Кукановка — деревня в Медынском районе Калужской области Российской Федерации. Входит в сельское поселение «Село Кременское».

## Физико-географическое положение
Ближайшие населённые пункты: Насоново, Свердлово.  Стоит на реке Милешевке, притоке Лужи.

## Этимология
| 2002 | 2010 |
| ---- | ---- |
| 6    | ↘0   |

## История
В 1782 году место, где располагается деревня было занято пустошью Павлищево Данилы Ивановича Борщова.
В списке населённых мест Калужской губернии упоминается как владельческая деревня Богородское (Богородицкая, Кукановка, Борщовка)  при речке Луже по левую сторону тракта из Медыни в Верею, в которой насчитывалось 13 дворов и 125 жителей.
После реформы 1861 года сельцо вошло в состав Темеревской (Топоринской) волости Медынского уезда. В 1892 году в нём числилось 143, в 1912 — 158 жителей.